# Thysanomitrion chevalieri
Thysanomitrion chevalieri là một loài Rêu trong họ Dicranaceae. Loài này được (Broth. & Thér.) Broth. miêu tả khoa học đầu tiên năm 1924.